# الانتخابات في فرنسا
نظام الحكم في فرنسا ديمقراطيّ تمثيليّ. إذ ينتخب المواطنون المسؤولين الرسميين في السلطتين القضائية والتنفيذية (بطريقة مباشرة أو غير مباشرة) أو يُعيّن أولئك المسؤولون مِن قِبل مسؤولين منتخَبين. قد يُلجأ إلى الاستفتاءات لأخذ مشورة المواطنين الفرنسيين بشكل مباشر حين يتعلّق الأمر بمسألة محددة، وخصوصًا في حالات التعديل على الدستور.

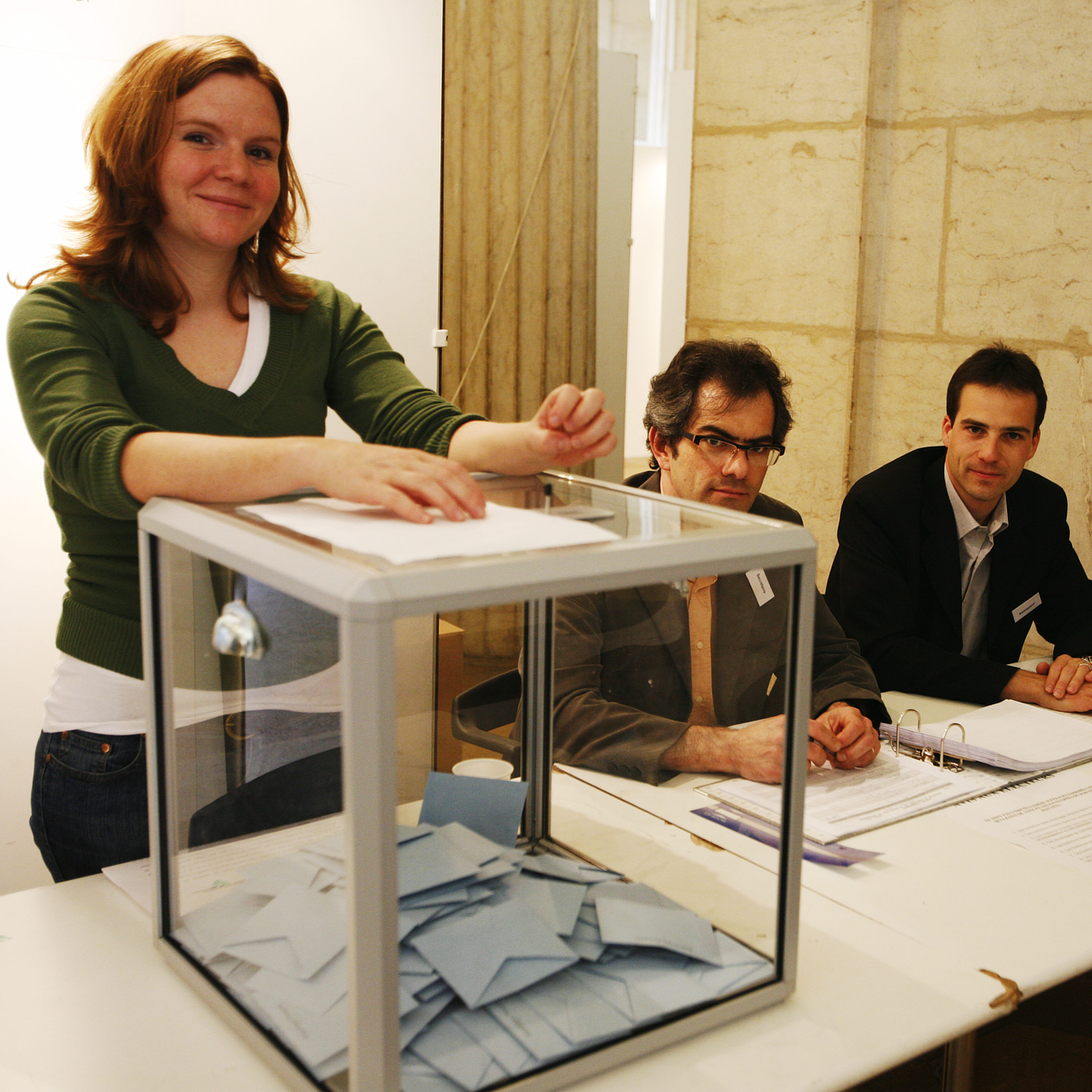
مشهد من داخل أحد مراكز الاقتراع في الانتخابات العامة سنة 2007

على المستوى الوطني تنتخب فرنسا رأس هرم السلطة –وهو الرئيس– والسلطة التشريعية.
- ينتخب المواطنون الرئيس بشكل مباشر لفترة 5 سنوات (كانت سبعًا فيما مضى).
- يضمّ البرلمان مجلسين.
  - الجمعية الوطنية، والتي تضم 577 عضوًا، ينتخبها المواطنون بشكل مباشر لفترة 5 سنوات في دوائر انتخابية لعضوية واحدة.
  - مجلس الشيوخ، ويضم 348 عضوًا، يُنتخبون لفترة 6 سنوات. يُنتخب 328 عضوًا مِن طرف المجمع الانتخابي الذي يضم ممثلين عن كل إقليم في فرنسا متروبوليتان، ويُنتخب 8 أعضاء فيه مِن قِبل غيرها من مقاطعات وأقاليم ما وراء البحار الفرنسية، و12 عضوًا تنتخبهم هيئة المواطنين الفرنسيين في الخارج والتي حلّت محلّ المجلس الأعلى للمواطنين الفرنسيين في لخارج، وهي هيئة تضم 155 عضوًا ينتخبهم المواطنون الفرنسيون في الخارج.

إضافة إلى ما تقدم، ينتخب المواطنون الفرنسيون عددًا من الحكومات المحلية. ثمة أيضًا انتخابات عامة لبعض المناصب غير السياسية، مثل تلك التي يضطلع بها قضاة المحاكم الخاصة بقوانين العمل، والذين ينتخبهم العمال والموظفون، أو القضاة المختصون بقضايا إيجارات الأراضي الريفية.
بشكل طبيعي عكست السياسة الفرنسية ميولًا تقترب من نظام الحزبين السياسيّين بحيث يتبادل السلطة تحالفان مستقرّان نسبيًا، يقود كلّ منهما حزب أغلبية: على اليسار، الحزب الاشتراكي الفرنسي، وعلى اليمين، الجمهوريون والأحزاب السابقة له. تعرّض هذا النمط للاضطراب في العام 2017، عندما لم يصل مرشح أيّ من هاته الأحزاب إلى الجولة الثانية من الانتخابات الرئاسية، وحاز الحزب المؤسس حديثًا الجمهورية إلى الأمام! على الرئاسة والأغلبية في الجمعية الوطنية.
تُعقد الانتخابات وفقًا لقواعد محددة في دستور فرنسا، والقوانين التنظيمية، وقانون الانتخابات. الانتخاب غير إجباري.
تُجرى الانتخابات في أيام الأحد. تنتهي الحملات الانتخابية في منتصف ليل الجمعة قبل الانتخابات؛ وبعد ذلك، بحُكم القانون، في يوم الانتخابات، لا يجوز نشر استطلاعات الرأي، ولا بث المنشورات والتقارير الانتخابية. تفتح المراكز الانتخابية في الساعة الثامنة صباحًا وتغلق في الساعة السادسة مساءً في البلدات الصغيرة أو في الساعة الثامنة مساء في المدن، بحسب قرارات المحافظات. بموجب القانون، يُحظر نشر النتائج أو تقديرات قبل ذلك الوقت؛ ورغم ذلك، فإن تلكم النتائج تصبح متاحة قبل ذلك الوقت على الإعلام البلجيكي أو السويسري مثلًا، أو عبر مواقع الإنترنت الخارجية. وهكذا تُعرف أولى تقديرات النتائج يوم الأحد، في الثامنة مساء، بتوقيت باريس؛ أحد عواقب ذلك هو معرفة الناخبين في غويانا الفرنسية، ومارتينيك، وغوادلوب بالنتائج المحتملة للانتخابات قبل إغلاق مراكز الاقتراع لديهم. ثمة مزاعم تفيد بأن هذا يصدّ عن المشاركة في الانتخابات في تلك المناطق. لهذا السبب، وبدءًا من العقد الأول للقرن الواحد والعشرين، راحت الانتخابات في المستعمرات الفرنسية في الأمريكتَين، والسفارات والقنصليات هناك راحت تُعقد في أيام السبت باعتبارها حالات استثنائية.
ستُعقد الانتخابات القادمة في العام 2022. يحق للرئيس الحالي إيمانويل ماكرون إعادة الترشح حينها.

## الناخبون
باستثناء انتخابات مجلس الشيوخ، والتي يُجريها المجمع الانتخابي، فإن الناخبون يجب أن يكونوا مواطنين فرنسيين فوق سنّ الثامنة عشرة ومسجّلين في السجلات الانتخابية. يُسجل الأفراد بشكل تلقائي عند بلوغهم سن الثامنة عشرة. في الانتخابات المحلية والأوروبية، ما عدا الانتخابات الوطنية، يحق لمواطني الاتحاد الأوروبي الذين تزيد أعمارهم عن 18 عامًا الانتخاب في فرنسا. لا يُعتبر التسجيل إجباريًا، ولكن غياب التسجيل الانتخابي يحرم المواطن من فرصة الاقتراع.
ينحصر حق الترشح للمناصب الحكومية بالمواطنين المسجّلين للانتخاب.
ثمة استثناءات للقوانين المذكورة أعلاه. قد يُحرم المجرمون المدانون من حقوقهم المدنية، والتي تضمّ الحق الانتخابي، لمدة معينة وفقًا لفداحة الجريمة. على وجه الخصوص، ففي حال إساءة المسؤولين الحكوميين المنتخَبين استخدام المال العام، فإنهم يُحرَمون من حق الترشح للمناصب الوطنية العامة لمدة تبلغ 10 سنوات. قد يُفضي تطبيق هذه القوانين بحق بعض السياسيين إلى الكثير من الجدل؛ راجع مثلًا حالة آلان جوبيه.
يجوز التصويت بالوكالة في حال لم يتمكن المواطن من الذهاب إلى مراكز الاقتراع بسهولة (تتضمن هذه الأسباب: مشاكل صحية، أو عدم سكن المواطن في الدائرة الانتخابية، أو سفره خارج البلاد للعمل أو للعطلة، أو كونه معتقلًا لم يُحكم بعد رغم حرمانه من حقوقه المدنية...إلخ). يسمّي المواطن وكيله الانتخابي، ويجب أن يكون ناخبًا ينتمي إلى نفس البلدية. يجب تسمية الوكيل أمام شاهد مؤهل قانونيًا: مثل قاضٍ، أو موظف قضائي، أو ضابط شرطة قضائية؛ أو في حال كون المواطن خارج فرنسا، تجري الشهادة أمام السفير أو القنصل. في حالة الأفراد من ذوي الاحتياجات الخاصة أو الأمراض الشديدة، يمكن إرسال ضابط شرطة قضائية أو ممثلًا عنها إلى منزل المواطن ليشهد على تسمية التوكيل. يُقصد بهذا الإجراء تحاشي وقوع ضغط على الناخبين.

## النظام الانتخابي
تُطبّق آلية الاقتراع على دورتَين في جميع الانتخابات على منصب مسؤول واحد لمنطقة معينة، بما فيها الانتخابات الوطنية العامة (انتخاب رئيس الجمهورية وانتخاب أعضاء الجمعية الوطنية).
في انتخابات البرلمان الأوروبي وبعض الانتخابات المحلية، تُطبق آلية التمثيل النسبي.

### الجمعية الوطنية
يُنتخب أعضاء الجمعية الوطنية البالغ عددهم 577 عبر نظام الاقتراع على دورتين والدوائر الانتخابية ذات العضو الواحد. ليحق للمرشح الانتخاب في الدورة الأولى، يتوجب عليه الحصول على الغالبية المطلقة للأصوات المُدلى بها، وأن يحصل على 25% على الأقل من أصوات الناخبين المؤهلين في الدائرة الانتخابية. في حال لم يحقق أي من المرشحين هذه الشروط، يُلجأ إلى دورة انتخابية ثانية. تُقيم معظم الدوائر الانتخابية دورة ثانية. يحق للمرشحين من الدورة الأولى الذين حصلوا على دعم 12.5% على الأقل من أصوات الناخبين المؤهلين يحق لهم المشاركة في الدورة الثانية، وإذا لم يحقق سوى مرشح واحد ذلك الشرط، فإنه يحقّ للمرشحَين ذوي أعلى نسبة من الأصوات في الجولة يحق لهما الاشتراك في الدورة الثانية. في الدورة الثانية، يُختار المرشح الحاصل على أغلبية الأصوات. من أصل 577 دائرة انتخابية، توجد 539 في فرنسا متروبوليتان، و27 للمقاطعات وأقاليم ما وراء البحار الفرنسية، و11 للمواطنين الفرنسيين في الخارج.

### الانتخابات التمهيدية للأحزاب
تُستخدم الانتخابات التمهيدية، ضمن الأحزاب السياسية المسجلة، لاختيار المرشحين الرئاسيين للانتخابات العامة. تطبق الانتخابات التمهيدية أيضًا نظام الدورتَين الانتخابيتين عند وجود أكثر من مرشح ضمن الحزب الواحد. تُعقد أيضًا الانتخابات التمهيدية المفتوحة حيث يجوز مشاركة أيّما ناخب مؤهل وفقًا للشروط بحدها الأدنى.